# Селезінка Василь Михайлович
Василь Михайлович Селезінка  (14 жовтня 1933, с. Іспас Горішній, Коломийського району Івано-Франківської області — 11 листопада 2017, м. Чернівці) — актор, письменник, журналіст, театральний і телевізійний режисер, театральний критик, музикант, педагог, краєзнавець, громадсько-культурний діяч. Член Спілки журналістів України (1973), Заслужений діяч мистецтв України (2005).
Закінчив з відзнакою акторський факультет Київського театрального інституту імені Карпенка-Карого (1956), журналістський факультет Львівського національного університету імені Івана Франка (1967) та режисерські курси в Ленінграді (1968) і в Києві (1973).
Сім років працював актором в Рівненському обласному театрі, потім головним режисером Чернівецької обласної студії телебачення. Автор, або співавтор і режисер, призначених для передачі по республіканському (УТ), союзному (ЦТ) та Інтербаченню, зокрема передач культурно-мистецького спрямування «Сяйво». Автор, режисер та ведучий циклу передач (всього було 139 передач) «Місто моєї любові», в яких передавав глядачам архітектурну і пейзажну красу «маленького Парижа» (Чернівців).
Був художнім керівником Чернівецького українського музично-драматичного театру імені Ольги Кобилянської.
Є автором близько 1000 друкованих статей, рецензій, драматичних і прозових творів.

## Освіта

Перша фотографія

Навчався в Коломийській середній школі імені В. Стефаника, але в 10 класі його виключено з політичних мотивів; через 50 років школа вибачилась, вручивши йому медаль «Найкращий випускник школи».
З 1951 — бібліотекар в Іспасі (Горішньому) та учень Ковалівської вечірньої середньої школи робітничої молоді.
В юному віці почав писати і ставити на сільській сцені власні п'єси та інсценізувати інших авторів.
У 1956 році закінчив з відзнакою Київський інститут театрального мистецтва ім. Карпенка-Карого (у професорів К. Хохлова і Л. Олійника).

## Трудова діяльність
З 1956 по 1963 роки працює в місті Рівне — актор, одночасно асистент режисера, зав. трупою, керівник і викладач акторської студії при театрі, член режисерської колегії (здійснив постановку «Білої троянди» Б.Юнгера), а за сумісництвом — викладач Рівненського педагогічного інституту, позаштатний кореспондент обласної газети "Червоний прапор, лектор товариства «Знання».
В 1963 році його запрошують на роботу в м.Чернівці, де він впродовж 32 років — незмінний керівник режисерсько-постановочної групи Чернівецької державної студії телебачення. З 1994, будучи головним режисером, був за сумісництвом впродовж 2,5 років, ще й художнім керівником Чернівецького українського музично-драматичного театру імені Ольги Кобилянської, де здійснив постановку забутої п'єси замовчуваного драматургаСильвестра Яричевського «Ні, це не біс у ребро», а в народному оперному театрі Центрального Палацу Культури Чернівців — опер «Катерина» Миколи Аркаса і «Наталка Полтавка» Миколи Лисенка, За сумісництвом деякий час — викладач режисерського відділу культосвітнього училища та Вищого професійного художньо-технічного училища. З 1992 — керівник народного літературного театру «Слово» Будинку естетики та дозвілля Чернівців, для якого написав понад 10 п'єс та композицій.
У 1967 закінчив факультет журналістики Львівського університету ім. І.Франка без відриву від виробництва, а в 1968 — режисерські курси в м. Ленінград..

За 40 років роботи на Чернівецькій студії телебачення він автор, або співавтор і режисер спочатку всіх без винятку, а згодом — найвідповідальніших, найпрестижніших телепередач,
призначених для передачі по республіканському (УТ), союзному (ЦТ) та Інтербаченню.
В. М. Селезінка лауреат «Музичного турніру міст» СРСР (1971), лауреат премії ім. Йосифа Главки (2001), нагороджений дипломами за участь і перемогу в багатьох творчих конкурсах.

## Основні дати життя й діяльності В.М.Селезінки
14 жовтня (за іншими даними 26 жовтня) 1933 року М. С. Селезінка народився в селі Іспас Горішній (тепер село Спас) Коломийського району Івано-Франківської області. 

1941—1949 рр. Навчався в школі села Іспас Горішній (тепер село Спас).

1949—1951 рр. Учень Коломийської середньої школи № 1 ім. В.Стефаника.

1951—1952 рр. Навчався в Ковалівській вечірній середній школі робітничої молоді. Одночасно — завідувач сільської бібліотеки с. Іспас Горішній (тепер село Спас).

1952—1956 рр. Студент Київського інституту театрального мистецтва імені Карпенка-Карого, який закінчив з відзнакою. (Професори К. Хохлов, Л. Олійник)

1956—1063 рр. Актор Рівненського обласного музично-драматичного театру, де зіграв понад 30 ролей.

1957—1963 рр. Лектор товариства «Знання» (м. Рівне).

1960—1963 рр. За сумісництвом викладач Рівненського педагогічного інституту.

1963—1995 рр. Керівник режисерсько-постановочної групи Чернівецької державної студії 
 телебачення (м. Чернівці).

1995—2007 рр. Чільний працівник Чернівецької державної студії телебачення (м. Чернівці).
1963—1964 рр. Викладач режисерського відділу Чернівецького культосвітнього училища.
1963—1967 рр. Навчався на факультеті журналістики Львівського державного університету ім. І.Франка без відриву від виробництва та отримав фах журналіста.

1968 р. — Закінчив режисерські курси в м. Ленінград.

1971 р. — Лауреат «Музичного турніру міст» СРСР.

1973 р. — Вступив до Спілки журналістів України.

1982 р. — Закінчив режисерські курси в Києві.

1994—1998 рр. Художній керівник Чернівецького обласного державного музично-драматичного театру ім. О.Кобилянської.

1999—2002 рр. Викладач Чернівецького вищого художнього професійного училища.

2001 р. — Відзначений премією ім. Йосифа Главки.

2001 р. — Вийшла в світ книга «Золотої нитки не згубіть».

2002 р. — Вийшла в світ перша частина книги «Місто моєї любові».

2003 р. — Вийшла в світ книга «Світло цецинської гори» (у співавторстві).

2006 р. — Присвоєно звання «Заслужений діяч мистецтв України».

2006 р. — Вийшла в світ книга «Грабовий масаж».

2008 р. — Вийшла в світ друга частина книги «Місто моєї любові».

1992—2008 рр. Режисер Літературного народного театру Будинку естетики та дозвілля міста Чернівці.

## Творча діяльність

### Письменницька творчість
Селезінка В. М. на сьогоднішній день має шість окремо опублікованих книг і декілька десятків прозових робіт, опублікованих в періодичних виданнях. Ним також написано близько 20 п'єс. Частина з них вже поставлена на сцені.

### Акторська творчість
Василь Селезінка працював актором після закінчення Київського театрального інституту імені Карпенка-Карого 7 років. За час своєї акторської творчості зіграв більше 30 ролей.

### Режисерська творчість
Василь Селезінка віддав режисерській творчості близько 40 років. 32 роки він був головним режисером Чернівецької телестудії. Паралельно (по суміснитцтву) в певні періоди життя займався активно театральною режисурою.

### Журналістська творчість
Член Спілки журналістів України Василь Михайлович Селезінка журналістську діяльність суміщував спочатку з акторською діяльностю, а потім режисерською. Таке сумісництво тільки допомагало в роботі — знакомило з неординарними людьми, цікавими подіями. А це будило уяву, підказувало нові теми для статей.

### Творчість Василя Селезінки— театрального критика і оглядача
Василь Селезінка написав більше 300 критичних, театрознавчих і оглядових статей про театр.

## Відзнаки
Лауреат «Музичного турніру міст» СРСР (1971), лауреат премії ім. Йосипа Главки (2001), нагороджений дипломами за участь і перемогу в багатьох творчих конкурсах.
У 2005 році йому присвоєно звання «Заслужений діяч мистецтв».

## Посилання

Частина творів В.Селезінки вийшло окремими книгами